# Mistrzostwa Świata w Tenisie Stołowym 1935
9. Mistrzostwa świata w tenisie stołowym odbyły się w dniach 8–16 lutego 1935 roku w Londynie. Zawody zostały zdominowane przez reprezentantów Węgier, którzy zwyciężyli w większości konkurencji.

## Końcowa klasyfikacja medalowa
| Miejsce | Państwo        | Złoto | Srebro | Brąz | Razem |
| ------- | -------------- | ----- | ------ | ---- | ----- |
| 1       | Węgry          | 5     | 3      | 2    | 10    |
| 2       | Czechosłowacja | 2     | 3      | 1    | 6     |
| 3       | Austria        | 0     | 1      | 2    | 3     |
| 3       | Anglia         | 0     | 1      | 2    | 3     |
| 5       | III Rzesza     | 0     | 0      | 3    | 3     |
| 6       | Francja        | 0     | 0      | 2    | 2     |
| 6       | Polska         | 0     | 0      | 2    | 2     |

## Medaliści
| Konkurencja:               | Złoto:                       | Srebro:                          | Brąz:                                                            |
| gra pojedyncza kobiet      | Marie Kettnerová             | Magda Gal                        | Marcelle Delacour Marie Smidova                                  |
| gra pojedyncza mężczyzn    | Viktor Barna                 | Miklós Szabados                  | Alojzy Ehrlich Erwin Kohn                                        |
| gra podwójna kobiet        | Mária Mednyánszky Anna Sipos | Marie Smidova Marie Kettnerová   | Anita Felguth Astrid Krebsbach Hilde Bussmann L. Booker          |
| gra podwójna mężczyzn      | Viktor Barna Miklós Szabados | Adrian Haydon Alfred Liebster    | Laszlo Bellak István Kelen Raoul Bedoc Daniel Guerin             |
| gra mieszana               | Viktor Barna Anna Sipos      | Stanislav Kolář Marie Kettnerová | Miklós Szabados Mária Mednyánszky Adrian Haydon Margaret Osborne |
| konkurs drużynowy mężczyzn | Węgry                        | Czechosłowacja                   | Polska · Austria                                                 |
| konkurs drużynowy kobiet   | Czechosłowacja               | Węgry                            | III Rzesza                                                       |